# Jules Iloki
Jules Iloki (Paris, 14 de janeiro de 1992) é um futebolista profissional francês que atua como meia.

## Carreira
Jules Iloki começou a carreira no Nantes.